# Rhotana bicolor
Rhotana bicolor är en insektsart som beskrevs av Frederick Arthur Godfrey Muir 1926. Rhotana bicolor ingår i släktet Rhotana och familjen Derbidae. Inga underarter finns listade i Catalogue of Life.